# John Derek
Derek Delevan Harris, mais conhecido como John Derek (Hollywood, 12 de agosto de 1926 — Santa Maria, 22 de maio de 1998), foi um ator, produtor de cinema e cineasta norte-americano.

## Vida e carreira
Filho de mãe atriz e pai produtor e diretor, Derek teve uma infância tranquila à sombra dos estúdios de Hollywood, mas sua beleza logo chamou a atenção dos caçadores de talentos. Em 1942, fez um teste na 20th Century-Fox, mas seu pai queria que ele amadurecesse primeiro, antes de se aventurar no mundo do espetáculo. Todavia, já em 1944, Derek debutava nas telas em um pequeno papel não creditado em Desde Que Partiste (Since You Went Away). Alguns anos depois, coestrelou com Humphrey Bogart o clássico noir O Crime Não Compensa (Knock on Any Door, 1949), dirigido por Nicholas Ray. No mesmo ano, teve participação de destaque no drama político A Grande Ilusão (All the King's Men), de Robert Rossen, ao lado de Broderick Crawford. Transformado em astro, abandonou as aulas de arte dramática.
A partir daí, Derek passou a estrelar filmes B de ação, como O Cavaleiro de Sherwood (Rogues of Sherwood Forest, 1950), onde interpretou o lendário Robin Hood, ou modestos faroestes como Tropel dos Vingadores (The Outcast, 1954). Ainda assim, conseguiu papéis secundários em produções importantes, como Os Dez Mandamentos (The Ten Commandments, 1956), As Aventuras de Omar Khayyam (Omar Khayyam, 1956) e Exodus (Exodus, 1960).
Derek deixou de atuar em meados da década de 1960 para dedicar-se à carreira de diretor. Como tal, fez filmes execrados pela crítica, geralmente estrelados pelas suas esposas, como o erótico Tarzan, O Filho das Selvas (Tarzan, the Ape Man, 1981), considerado a pior de todas as adaptações da obra de Edgar Rice Burroughs, cuja família moveu-lhe um processo.
Derek foi casado com as atrizes Pati Behrs (com quem teve dois filhos), Ursula Andress, Linda Evans e Bo Derek. As três primeiras uniões acabaram em divórcio, porém com Bo Derek ele viveu até falecer de complicações cardíacas em 1998, aos 71 anos de idade. Seu corpo foi cremado.

## Filmografia

### Ator[1]
| Ano                    | Nome original                | Nome PT/BR                    | Nome PT/PT           | Notas         |
| ---------------------- | ---------------------------- | ----------------------------- | -------------------- | ------------- |
| 1944                   | Since You Went Away          | Desde Que Partiste            |                      | Não creditado |
| 1945                   | I'll Be Seen You             | Ver-te-ei Outra Vez           |                      |               |
| 1947                   | A Double Life                | Fatalidade                    | Abraço Mortal        | Não creditado |
| 1949                   | Knock on Any Door            | O Crime Não Compensa          | O Crime Não Compensa |               |
| 1949                   | All the King's Men           | A Grande Ilusão               | A Corrupção do Poder |               |
| 1950                   | Rogues of Sherwood Forest    | O Cavaleiro de Sherwood       |                      |               |
| 1951                   | Mask of the Avenger          | A Marca do Vingador           |                      |               |
| 1951                   | The Family Secret            | O Segredo                     |                      |               |
| 1951                   | Saturday's Hero              | Ídolo Dourado                 |                      |               |
| 1951                   | Scandal Sheet                | Escândalo                     |                      |               |
| 1952                   | Thunderbirds                 | Grito de Sangue               |                      |               |
| 1953                   | The Last Posse               | Os Turbulentos                |                      |               |
| 1953                   | Prince of Pirates            | O Príncipe dos Piratas        |                      |               |
| 1953                   | Mission Over Korea           | Sob o Céu da Coreia           |                      |               |
| 1953                   | Ambush at Tomahawk Gap       | Os Mal Encarados              |                      |               |
| 1953                   | Sea of Lost Ships            | O Mar dos Navios Perdidos     |                      |               |
| 1954                   | The Adventures of Hajji Baba | As Aventuras de Haji Baba     |                      |               |
| 1954                   | The Outcast                  | Tropel dos Vingadores         |                      |               |
| 1955                   | Run for Cover                | Fora das Grades               |                      |               |
| 1955                   | Annapolis Story              | Dois Corações e uma Alma      |                      |               |
| 1955                   | Prince of Players            | O Gênio da Ribalta            |                      |               |
| 1956                   |                              |                               |                      |               |
| The Ten Commandments   | Os Dez Mandamentos           | Os Dez Mandamentos            |                      |               |
| Mr. Rhythm's Holiday   |                              |                               | Curta-metragem       |               |
| Omar Khayyam           | As Aventuras de Omar Khayyam |                               |                      |               |
| Massacre at Sand Creek | Ódio Sangrento               |                               | TV                   |               |
| The Leather Saint      | O Segredo do Padre           |                               |                      |               |
| 1957                   | The Flesh Is Weak            | Carícias Compradas            |                      |               |
| 1957                   | High Hell                    | Inferno nas Alturas           |                      |               |
| 1957                   | Fury at Sundown              | Quando o Ódio Volta           |                      |               |
| 1957                   | Il Corsaro della Mezza Luna  | O Corsário da Meia-Lua        |                      |               |
| 1958                   | I Battelieri dei Volga       | Barqueiros do Volga           |                      |               |
| 1960                   | Exodus                       | Exodus                        | Exodus               |               |
| 1964                   | Nightmare in the Sun         | Pesadelo ao Sol               |                      |               |
| 1966                   | Once Before I Die            | Uma Vez... Antes Que Eu Morra |                      |               |

### Diretor[3]
| Ano  | Nome original        | Nome PT/BR                                       | Nome PT/PT                  | Estrelado por:   | Notas                                  |
| ---- | -------------------- | ------------------------------------------------ | --------------------------- | ---------------- | -------------------------------------- |
| 1964 | Nightmare in the Sun | Pesadelo ao Sol                                  | Pesadelo ao Sol             | Ursula Andress   | Codireção com Marc Lawrence            |
| 1966 | Once Before I Die    | Chamas da Paixão / Uma Vez... Antes Que Eu Morra | Ânsia de Viver              | Ursula Andress   |                                        |
| 1969 | A Boy... a Girl      |                                                  |                             | Dean Paul Martin |                                        |
| 1969 | Childish Things      |                                                  |                             | Linda Evans      |                                        |
| 1974 | Once Upon a Love     | Mulher, Divina Mulher                            |                             | Bo Derek         | Lançado em 1981 nos EUA como Fantasies |
| 1978 | Love You             |                                                  |                             | Annete Haven     | Pornográfico                           |
| 1981 | Tarzan, the Ape Man  | Tarzan, O Filho das Selvas                       | Tarzan - O Homem Macaco     | Bo Derek         |                                        |
| 1984 | Bolero               | Bolero - Uma Aventura em Êxtase                  | Bolero                      | Bo Derek         |                                        |
| 1990 | Ghosts Can't Do It   | Os Fantasmas Não Transam                         | As Loucuras do Meu Fantasma | Bo Derek         |                                        |